# Maria Borglund
Maria Borglund, född 12 november 1991, är en svensk friidrottare, hinderlöpning. Hon är tvillingsyster till Elin Borglund.
Borglund deltog 2013 vid U23-EM i Tammerfors på 3 000 meter hinder och kom där på en fin fjärdeplats med tiden 10:13,02.

## Personliga rekord
| Utomhus - 1 500 meter – 4:35,17 (Göteborg 15 juni 2013) - 3 000 meter – 9:45,63 (Alphen, Nederländerna 9 juni 2013) - 5 000 meter – 17:00,25 (Sollentuna 10 augusti 2012) - 3 000 meter hinder – 10:12,01 (Göteborg 28 juni 2013) - 10 km landsväg – 38:03 (Göteborg 31 december 2010) | Inomhus - 1 500 meter – 4:43,95 (Sätra 20 februari 2011) - 3 000 meter – 9:58,30 (Göteborg 26 februari 2011) |